# Szerb templom (Budapest)
A Szent György Nagyvértanú szerb ortodox templom, Budapest V. kerületében, a Szerb utca 4. szám alatt található.

## Története
A törökök elől menekülő szerb telepesek 1695 és 1698 között egy középkori templom alapjaira új templomot építettek, melyet Szent Györgynek szenteltek, melyet 1731-ben lebontottak. A ma is látható templomot 1733-ban állították a salzburgi Mayerhoffer András (1690-1771) tervei szerint. A harangtorony 1752-ben készült el, és a főhomlokzat is ekkor nyerte el mai végleges képét. A templom belseje a görögkatolikus templomok hagyományos alaprajzát követi, a nők templomát fa mellvéd választja el a férfiak egy lépcsőfokkal mélyebben lévő templomától. Olasz reneszánsz hatást tükröző ikonosztáza 1850-ben készült. A copf stílusú Szerb utcai díszkapu 1776-ban készült. Amikor 1932-ben megemelték az utca szintjét, új kovácsoltvas kaput is készítettek.
A barokk templom kertjét kőfal kerítés határolja, melynek kert felőli oldalába a Pesten eltemetett szerb hívek sírköveit építették be. A kerítés Szerb utca-Veres Pálné utcai sarkán egy képfülkében Sárkányölő Szent Györgyöt ábrázoló kerámiakép látható.

## Képgaléria

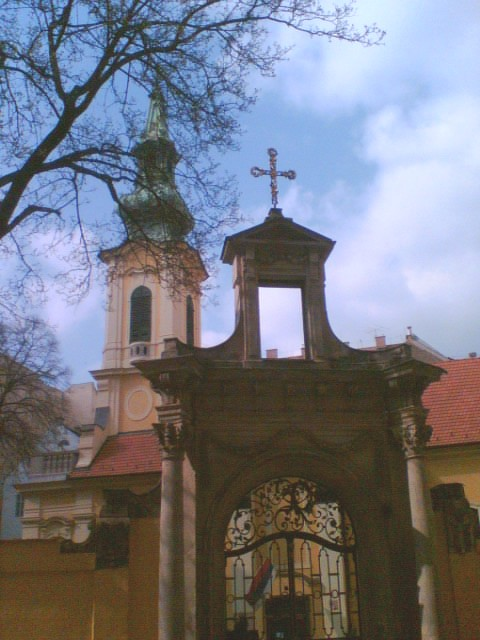
Pesti szerb templom
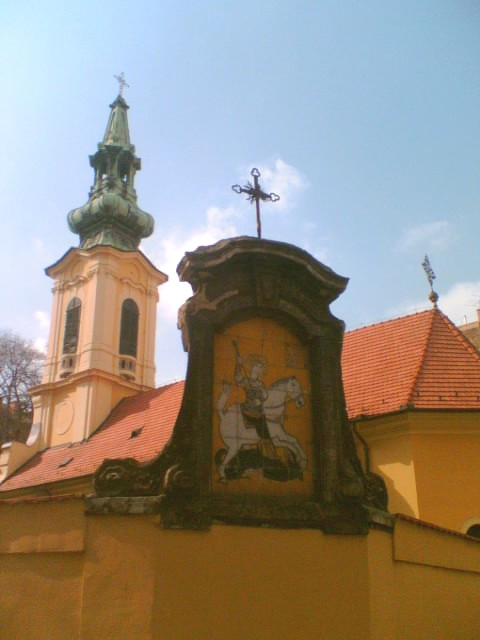
Pesti szerb templom
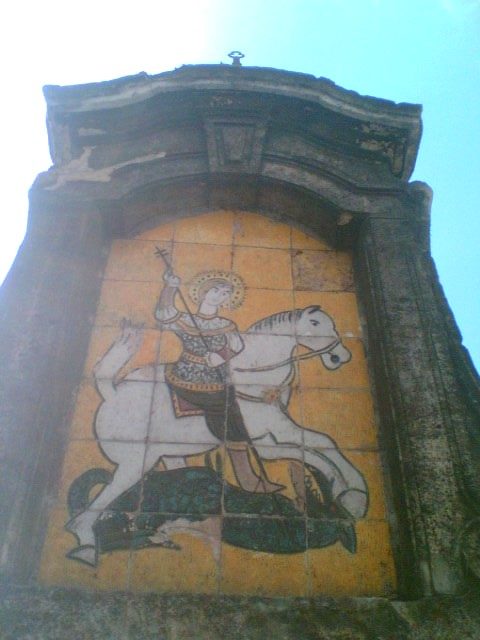
Sárkányölő Szent-György képe
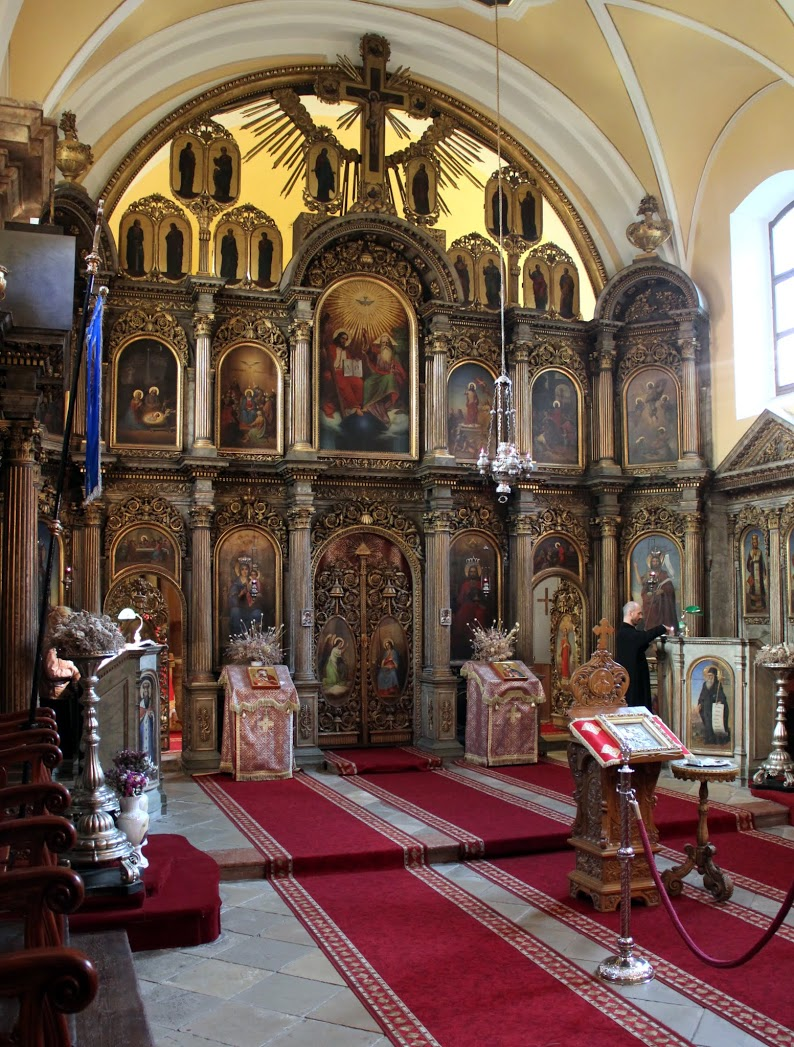
A szerb templom ikonosztáza
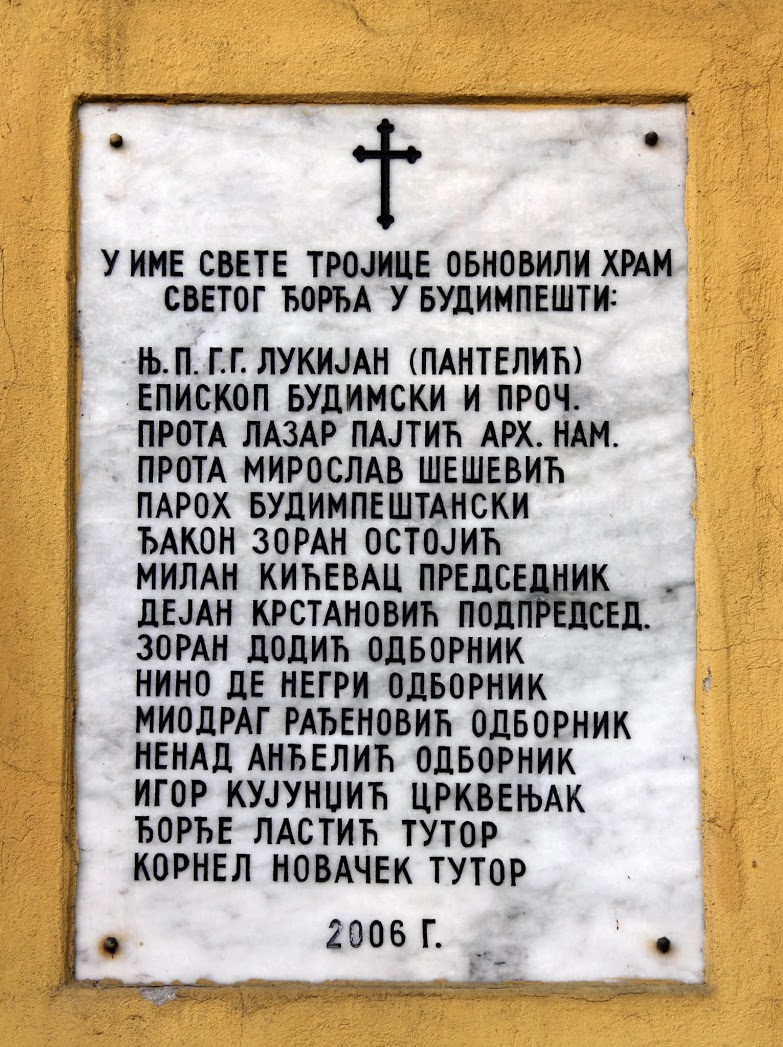
Emléktábla a templom falán
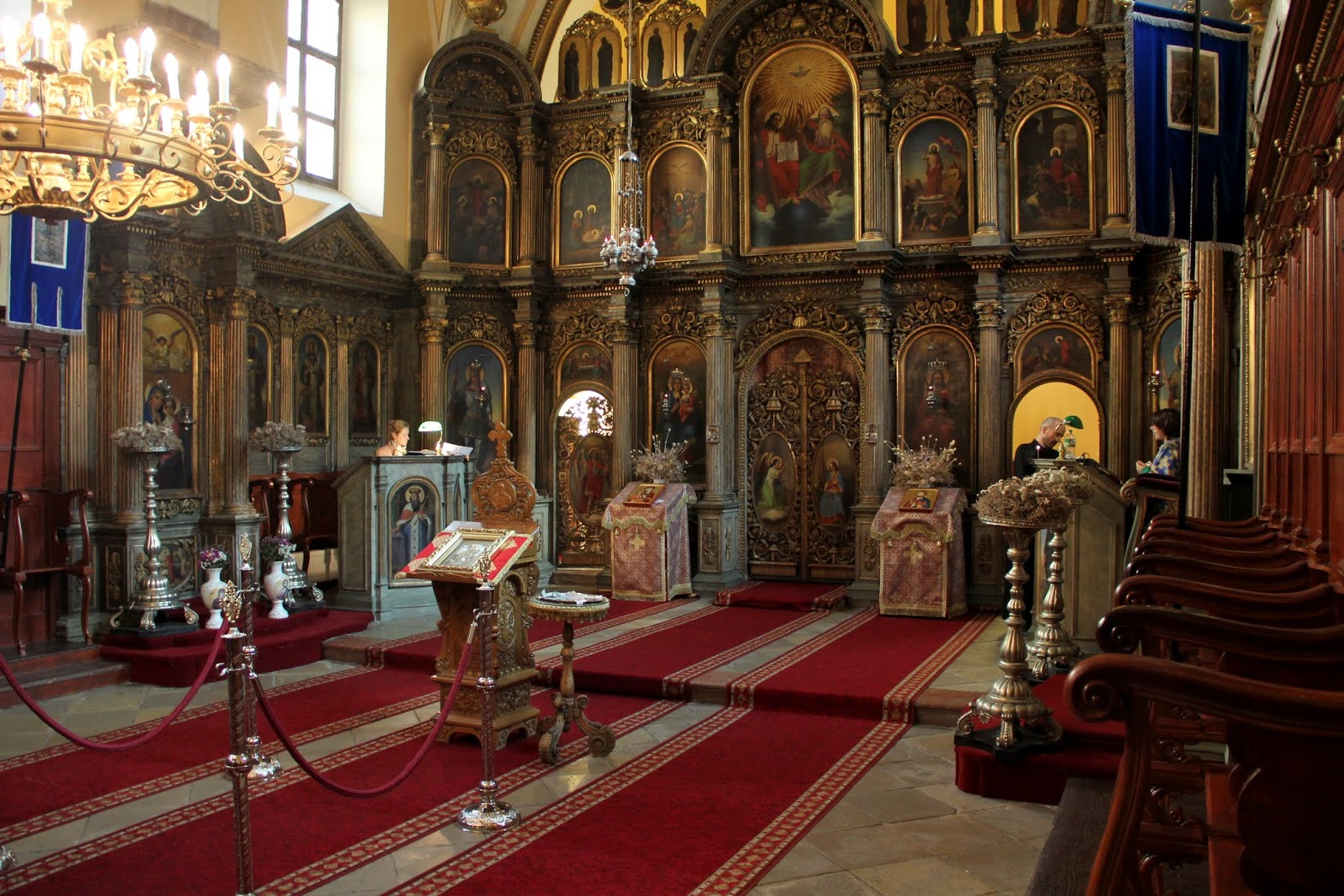
A szerb templom ikonosztáza
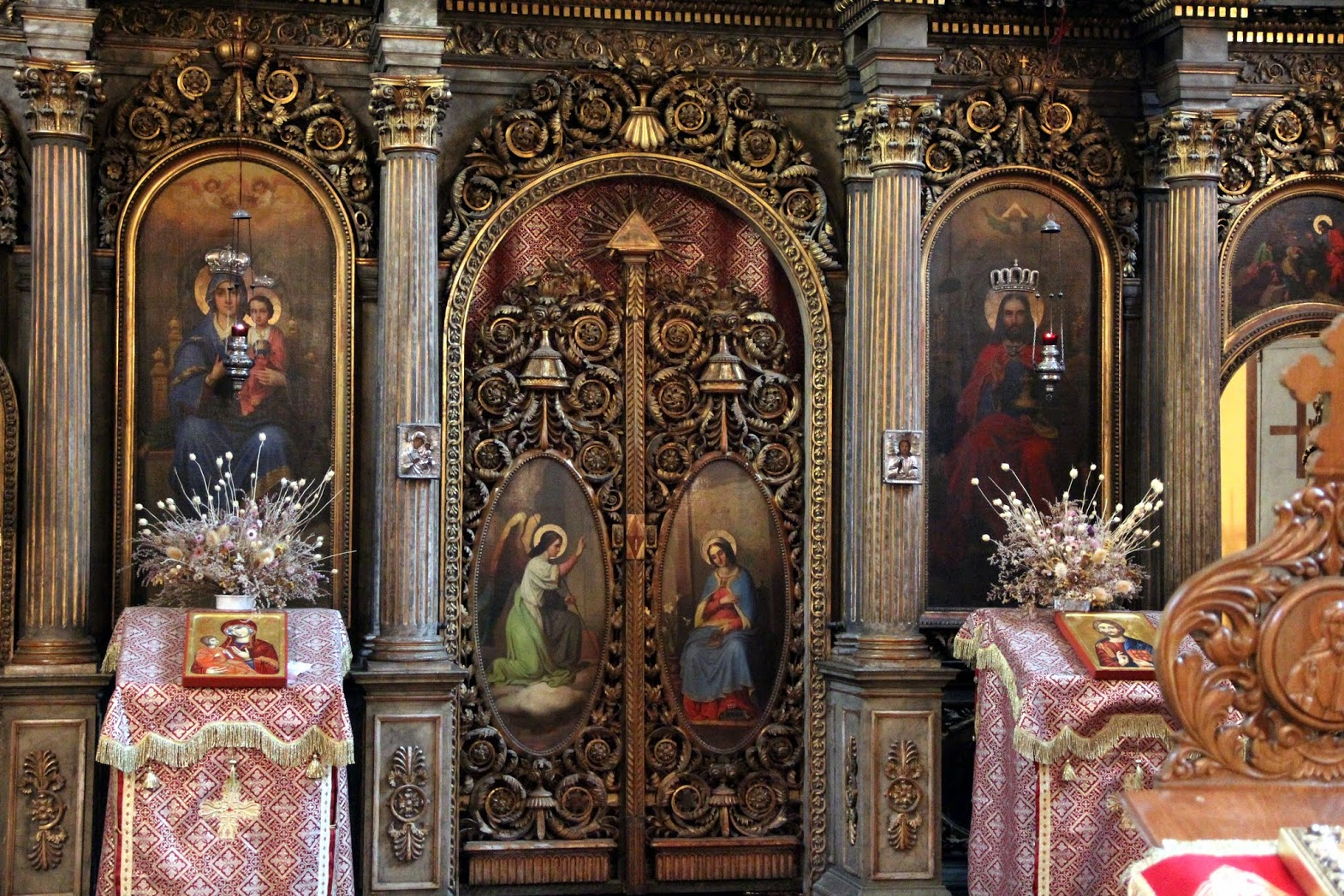
Az ikonosztáz részlete
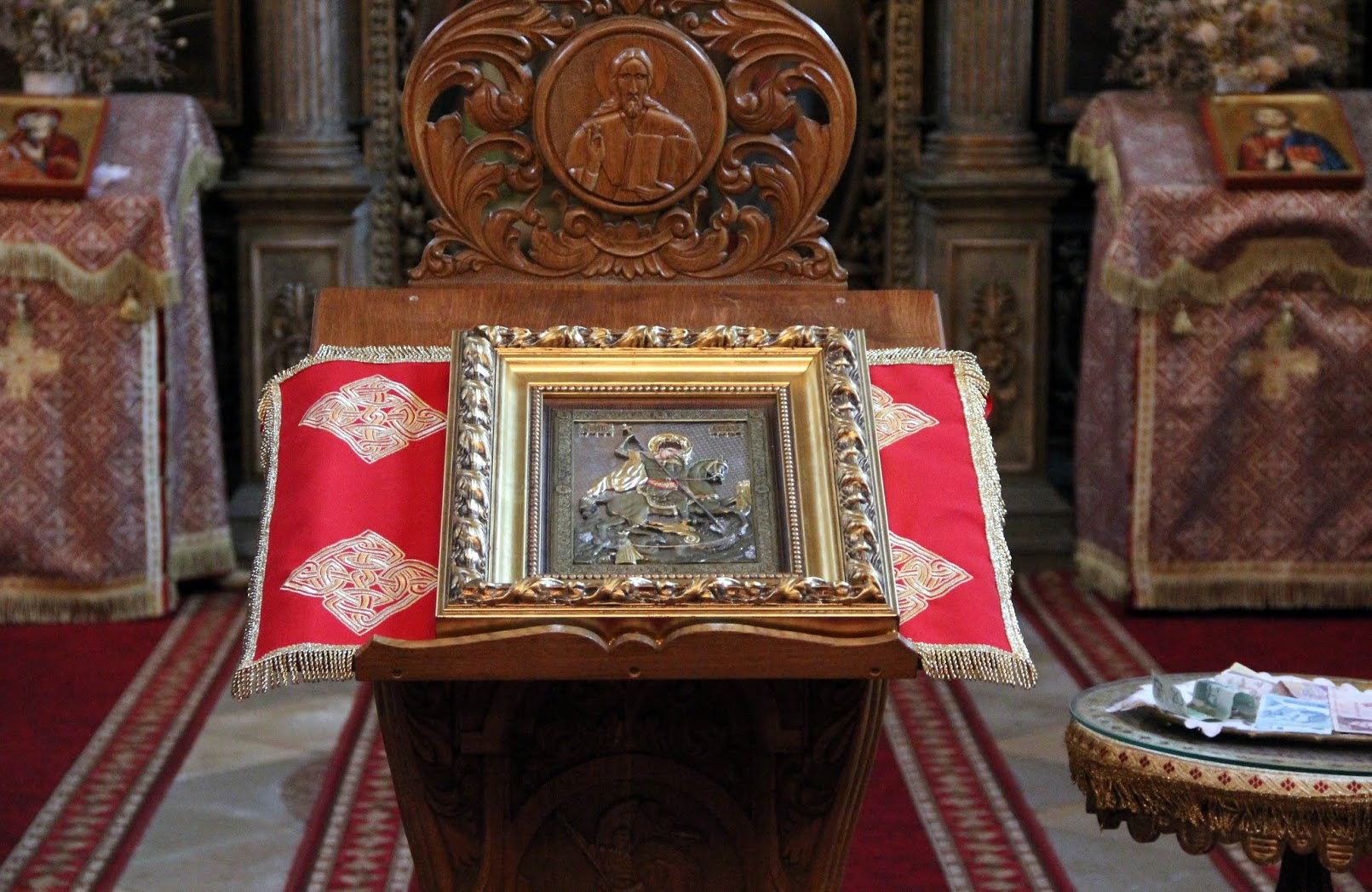
Szent György ikon
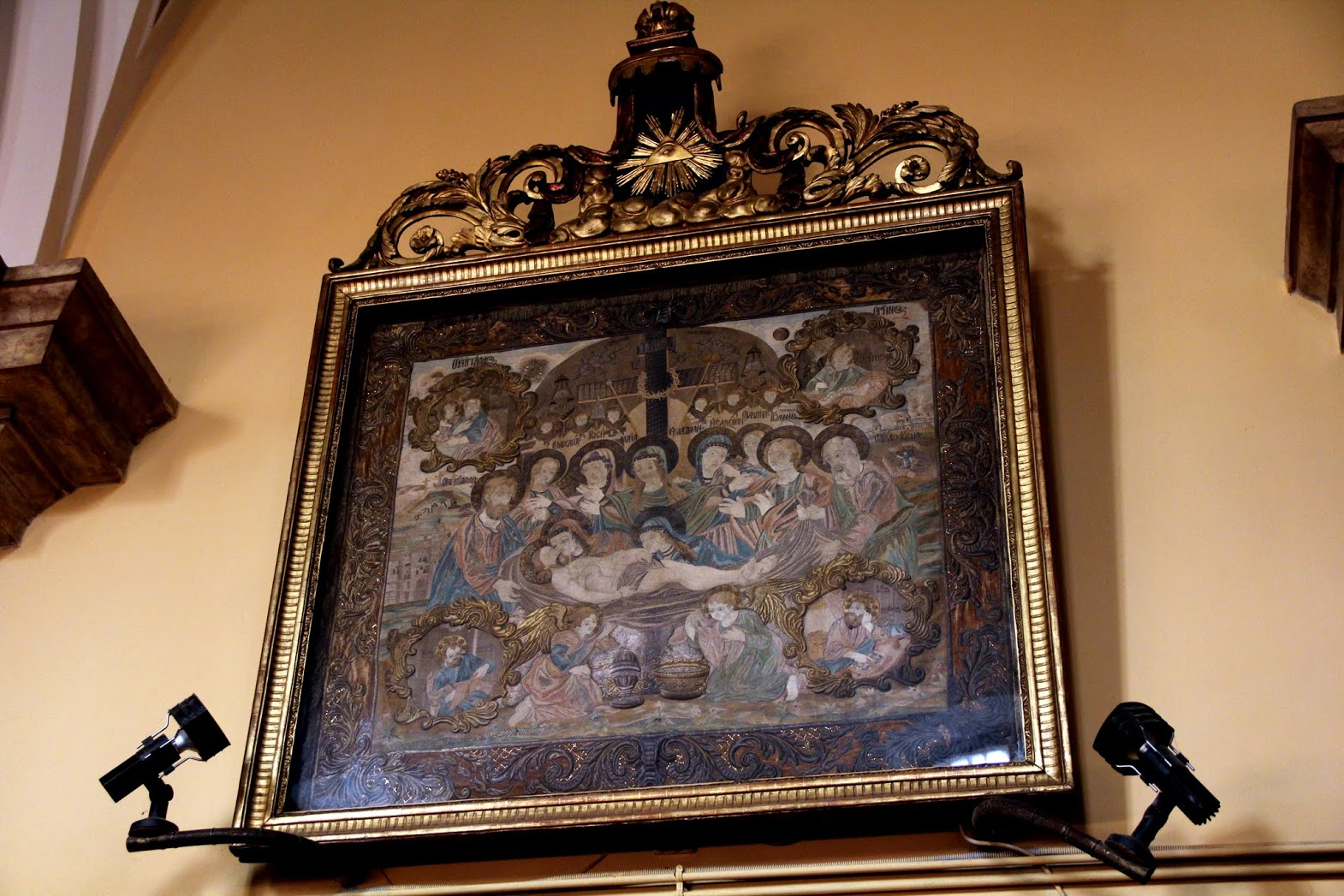
Pesti szerb templom
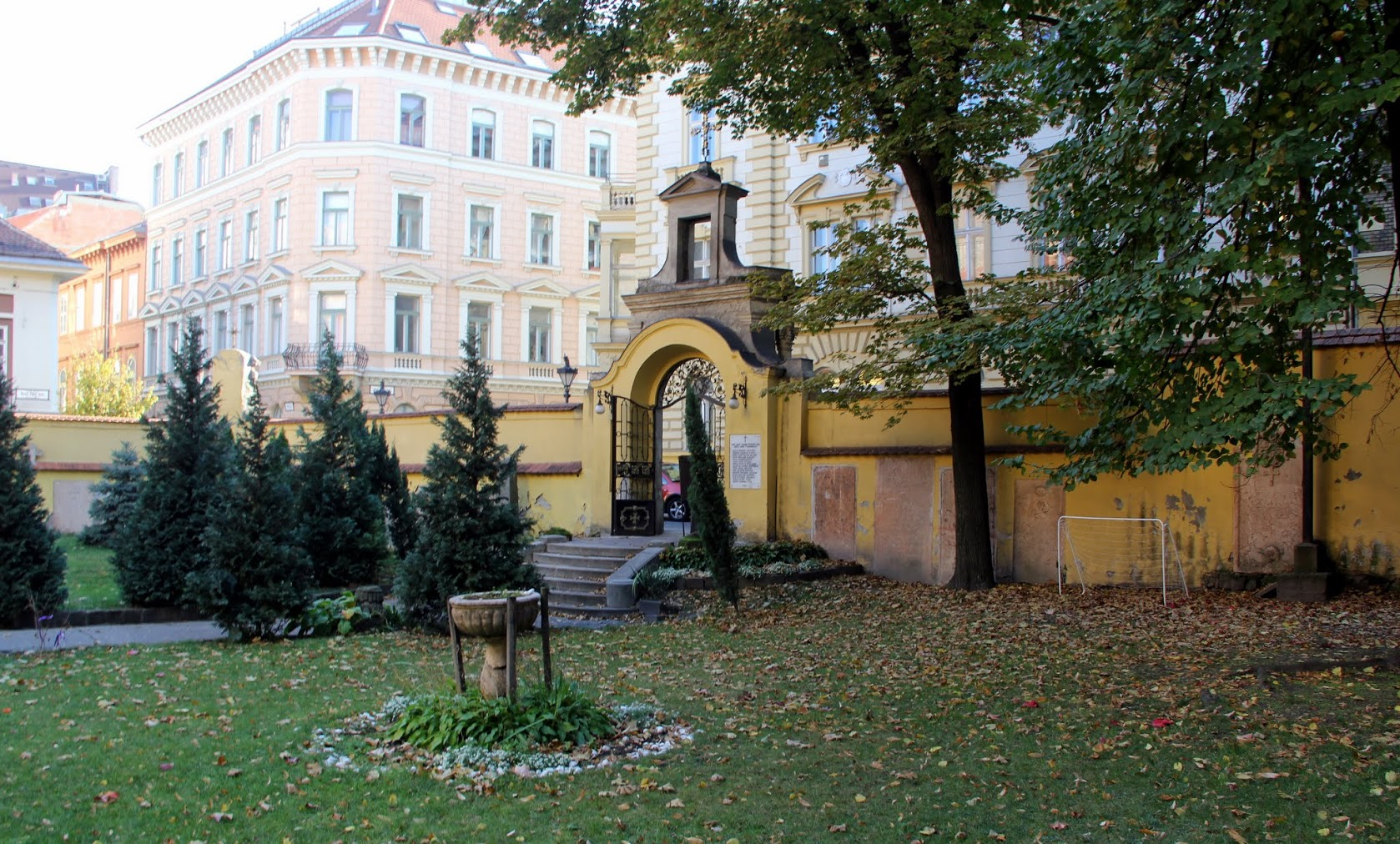
A templom udvara a Veres Pálné utca felé